# Kopalnia Węgla Kamiennego „Śląsk”
Kopalnia Węgla Kamiennego Śląsk – kopalnia węgla kamiennego znajdująca się w Rudzie Śląskiej-Kochłowicach. Powstała w wyniku połączenia kopalń: Śląsk-Matylda i nowej kopalni Śląsk, budowanej od 1968 roku na obszarze pola zachodniego kopalni Wujek. 1 stycznia 2005 kopalnia została połączona z kopalnią „Wujek” i pracowała jako KWK Wujek Ruch Śląsk.
1 stycznia 2005 kopalnia formalnie weszła w skład kopalni „Wujek”. 30 grudnia 2017 roku kopalnia wydobyła ostatnią tonę węgla a 1 lutego 2018 roku trafiła do SRK w celu jej fizycznej likwidacji. Zakończenie likwidacji kopalni i jej majątku było planowane na 31 grudnia 2021.

## Kopalnia Śląsk w Świętochłowicach

### KWK „Śląsk”

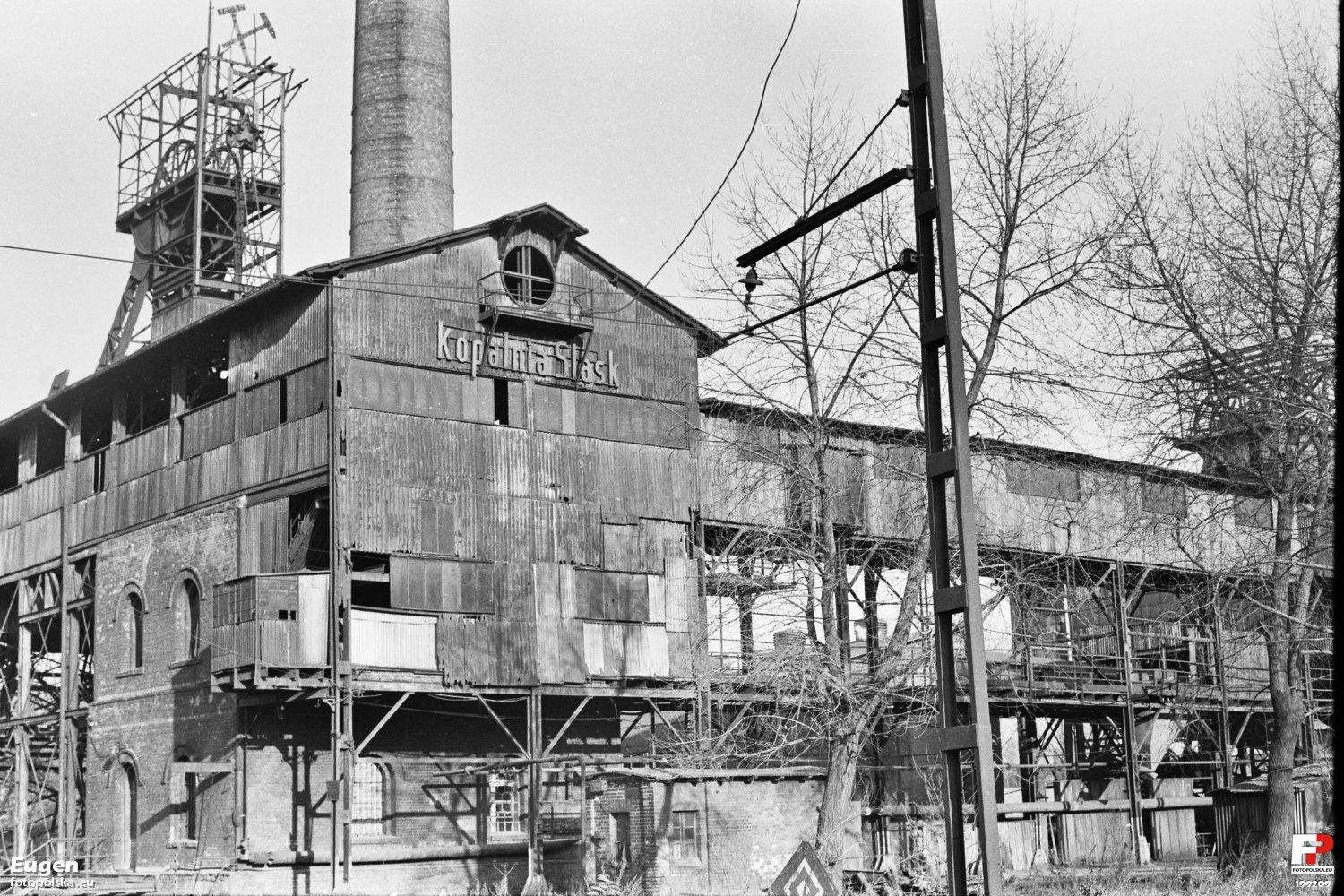
Kopalnia Śląsk w Świętochłowicach, lata 70. XX wieku

Znajdowała się w Chropaczowie – dzielnicy Świętochłowic. Powstała 6 lipca 1883 przez połączenie pól górniczych: „Gabor”, „Jung Detlev” i „Excellenz”. Eksploatację rozpoczęto w 1884. Właścicielem kopalni był Guido Henckel von Donnersmarck. Do 1922 nosiła nazwę „Schlesien”, a następnie „Śląsk”. W latach 1945–1957 należała do Chorzowskiego Zjednoczenia Przemysłu Węglowego. Od 1957 należała do Katowickiego Zjednoczenia Przemysłu Węglowego. 1 stycznia 1967 została połączona z kopalnią „Matylda” w Lipinach – dzielnicy Świętochłowic pod wspólną nazwą „Śląsk-Matylda”. Eksploatację zakończono w 1974.

### KWK „Śląsk-Matylda”
Znajdowała się w Świętochłowicach. Kopalnia powstała 1 stycznia 1967 przez połączenie dwóch kopalń: „Śląsk” (w Chropaczowie) i „Matylda” w Lipinach. Właścicielem zakładu było Katowickie Zjednoczenie Przemysłu Węglowego. 1 stycznia 1974 r. została włączona do KWK „Śląsk” w Rudzie Śląskiej. W latach 1975–1976 zakończono eksploatację.

## Kopalnia Śląsk w Rudzie Śląskiej

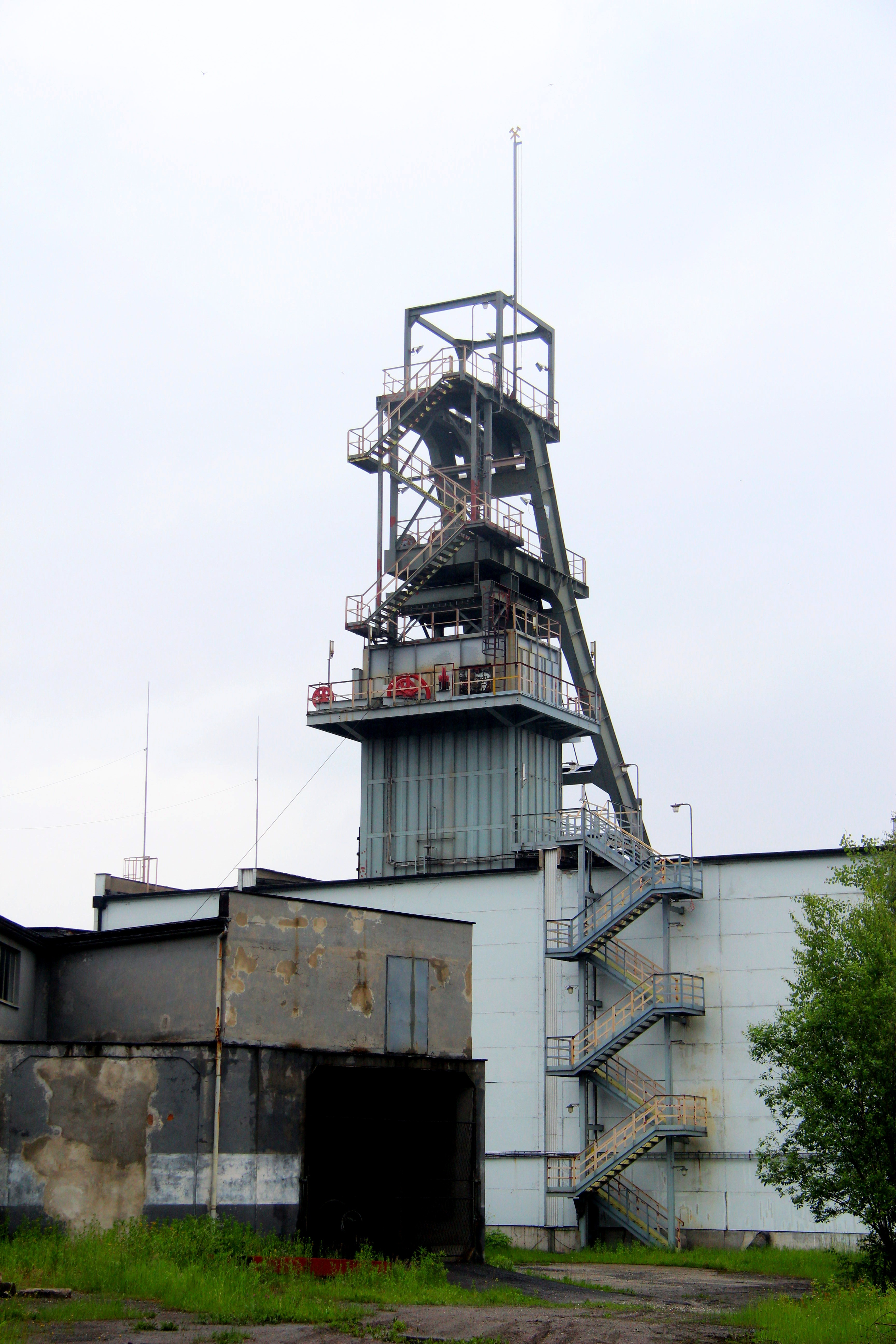
Kopalnia Śląsk, nieistniejąca wieża wyciągowa Szybu III w Rudzie Śląskiej, fot. 2013 r.

Budowę dzisiejszej KWK „Śląsk” rozpoczęto dopiero w 1968 r. W dniu 1 stycznia 1974 r. nastąpiło przekazanie zakładu do eksploatacji i rozpoczęcie wydobycia węgla kamiennego. Właścicielem zakładu było Katowickie Zjednoczenie Przemysłu Węglowego. Od 1 stycznia 1976 r. należała do Bytomskiego Zjednoczenia Przemysłu Węglowego. 31 marca 1993 r. kopalnia przekształcona zostaje w jednoosobową Spółkę Akcyjną Skarbu Państwa.
Dnia 1 stycznia 2005 roku KWK „Śląsk” została połączona z KWK „Wujek” w Katowicach i pracuje jako KWK „Wujek” Ruch Śląsk. Część administracji kopalni została przeniesiona do KWK „Wujek” natomiast reszta została rozsiana po innych kopalniach Katowickiego Holdingu Węglowego. Obie kopalnie pracują jako Centrum wydobywcze nr 1 KHW S.A i należą do Katowickiego Holdingu Węglowego S.A.
Dnia 18 września 2009 roku w kopalni „Wujek” „Ruch Śląsk” doszło do tragicznego wybuchu metanu, w wyniku czego dwudziestu górników poniosło śmierć, a czterdziestu odniosło obrażenia.
Dnia 18 kwietnia 2015 roku, kilka minut po północy, doszło do silnego tąpnięcia odczuwalnego w miastach ościennych, w wyniku którego zginęło dwóch górników. Akcja ratunkowa była najdłuższą akcją ratunkową w powojennej Polsce. Trwała 67 dni.